# Ptolemaios V.
Ptolemaios V. Epiphanes Eucharistos (altgriechisch Πτολεμαῖος Ἐπιφανής Εὐχαριστός Ptolemaíos Epiphanḗs Eucharistós, deutsch ‚der Gott, der aufgegangen/erschienen ist, der Beliebte‘; * 6. Oktober 210 v. Chr.; † 180 v. Chr.), Sohn Ptolemaios’ IV., war von 205 bis 180 v. Chr. Pharao von Ägypten bzw. Basileus des Ptolemäerreiches. Er war der 5. Herrscher der Dynastie der Ptolemäer, die in der griechisch-römischen Zeit Ägypten beherrschten. Er gelangte als unmündiges Kind auf den Thron; unter ihm begann daher der schleichende Niedergang seiner Dynastie, insbesondere aufgrund innerer Machtkämpfe am Hof und Aufstände der indigenen Ägypter gegen die makedonische Königsdynastie.

## Jugend
Ptolemaios V. war der Sohn des Ptolemaios IV. sowie dessen Schwester und Gemahlin Arsinoë. Nach dem Tod des Vaters im Sommer 205 v. Chr. und der Ermordung der Witwe wurde Ptolemaios V. mit fünf Jahren König (Pharao).
Fortan stand das Reich bis 197 v. Chr. unter mehreren Vormundschaftsregierungen. Zunächst übernahmen die Hofbeamten Agathokles und Sosibios vermutlich mit Hilfe eines gefälschten Testamentes die Vormundschaft über den minderjährigen König. Nach dem Sturz des Agathokles 204 v. Chr. durch eine Revolte machten sich deren Anführer Tlepolemos und Sosibios zu Vormündern. Bald schon entledigte sich Tlepolemos des Sosibios, bis er 202 v. Chr. selbst durch Aristomenes entmachtet wurde.
Während dieser Zeit der Wirren verlor das außenpolitisch handlungsunfähige Ptolemäerreich die Besitzungen in Syrien an den seleukidischen König Antiochos III. und im Fünften Syrischen Krieg die meisten Stützpunkte in Kleinasien an Philipp V. von Makedonien. Nach dem Friedensschluss mit Antiochos III. im Jahr 197 v. Chr. wurde beschlossen, dessen Tochter Kleopatra mit Ptolemaios V. zu vermählen.

## Regentschaft
Erst am 17. Tag des zweiten Monats der Jahreszeit Achet (23. November/3. Dezember) im Jahr 197 v. Chr. war Ptolemaios V. offiziell gekrönt worden. Er blieb aber zunächst unter dem Einfluss des Aristomenes, der erst 192 von Polykrates entmachtet wurde. Kurze Zeit nach seiner Krönung wurde im Jahr 196 v. Chr. am 18. Tag des zweiten Monats der Jahreszeit Peret (23. März/3. April) das Dekret von Memphis erlassen, das auf dem Stein von Rosette überliefert ist.
Ptolemaios V. wurde 194/193 mit Kleopatra I. vermählt. Unter ihm kehrte 184 v. Chr. (oder 186 v. Chr?) Oberägypten zum Reich zurück, das zwischenzeitlich abgefallen war. Ptolemaios verwendet zusätzlich den Beinamen „Eucharistos“ (ὁ Εὐχαριστός ho Eucharistós, deutsch ‚der Beliebte‘).

## Stein von Rosette
Der berühmte dreisprachige Stein von Rosette, der zwei Jahrtausende später die Entzifferung der Hieroglyphen ermöglichte, stammt aus seiner Regierungszeit. Er enthält ein Dekret, das den steigenden Einfluss der indigenen Ägypter auf die Politik zeigt. Der makedonische König sichert ihnen Schulden- und Steuererlass, Freilassung von Gefangenen, eine Amnestie für Aufständische und mehr Spenden für die Tempel der einheimischen Götter zu.

## Tod
Ungeklärt ist sein plötzlicher Tod. Weil er angeblich danach strebte, gegen die Seleukiden einen durch die Oberschicht Ägyptens zu finanzierenden Krieg um Syrien zu führen, soll er auf deren Betreiben von Höflingen vergiftet worden sein.